# Riskó Ignác
Riskó Ignác (Csenger, 1813. július 31. – Budapest, 1890, október 22.) költő, Szatmár megye aljegyzője, később főjegyzője, 1848-49-ben országgyűlési képviselő.

## Életútja
Versei az 1840-es években az Atheneaum című rangos irodalmi folyóiratban és más divatos reformkori újságokban jelentek meg. Bajza József nagy jövőt jósolt neki. Szoros barátság fűzte Petőfi Sándorhoz, Szendrey Júliának ő mutatta be a költőt. 1848-ban Nagykároly országgyűlési képviselője lett. A Radikális Párt tagja. Ő vezette a  híres áprilisi trónfosztó országgyűlésnek a jegyzőkönyvét. Neve az oratóriumban, a szószék melletti padon réztáblába vésve látható. Kormánybiztosi feladatokat is betöltött.
Az 1848–49-es forradalom és szabadságharc bukása után börtönbüntetésre ítélték, ez a körülmény véglegesen derékba törte irodalmi pályáját, soha nem foglalkozott többé irodalommal. Az 1867-es kiegyezés után pénzügyminiszteri tisztviselő, 1885-ben mint pénzügyminisztériumi osztályfőtanácsos ment nyugdíjba.